# Liste der Monuments historiques in Quéven
Die Liste der Monuments historiques in Quéven führt die Monuments historiques in der französischen Gemeinde Quéven auf.

## Liste der Bauwerke
| Bezeichnung         | Beschreibung | Standort                             | Kennzeichnung | Schutzstatus | Datum | Bild |
| ------------------- | ------------ | ------------------------------------ | ------------- | ------------ | ----- | ---- |
| Calvaire            |              | Rue du docteur Dieny (Lage)          | PA00091605    | Inscrit      | 1937  |      |
| Dolmen von Kerroc’h |              | Kerroc’h, sur le site du golf (Lage) | PA00091603    | Classé       | 1977  |      |